# Welson
La Welson è una azienda italiana appartenuta alla società Orlando Quagliardi ed eredi, con sede a Castelfidardo che produceva inizialmente fisarmoniche. La ditta fu tra le prime aziende italiane a dedicarsi alla costruzione di chitarre elettriche.

## Storia
La Welson fu fondata nel 1921 da Orlando Quagliardi. In seguito si occupò anche di produzione di organi elettrici, sintetizzatori e chitarre.
La Welson fu una delle prime aziende italiane assieme alla Eko e alla Crucianelli a produrre ed esportare chitarre elettriche.
Importante è anche la produzione di organi e sintetizzatori negli anni '60/'70.
Tra il 1963 e il 1964 la Welson ebbe un contratto con la Vox per la costruzione di chitarre che in seguito passò alla Eko e nel 1967 iniziò a costruire chitarre per la Wurlitzer.